# ردوینگ (کانزاس)
ردوینگ (به انگلیسی: Redwing) یک منطقهٔ مسکونی در ایالات متحده آمریکا است که در شهرستان بارتون، کانزاس واقع شده‌است. ردوینگ ۵۵۲٫۰ متر بالاتر از سطح دریا واقع شده‌است.